# Mistrovství světa v atletice 2009 – Muži 10 000 metrů
 Běh na 10 000 metrů mužů na Mistrovství světa v atletice 2009 se uskutečnil 17. srpna. Zvítězil v něm etiopský běžec Kenenisa Bekele.
Zvláště poté, co se na poslední chvíli před mistrovství pro zranění z účasti omluvil obhájce stříbrné medaile Etiopan Sileši Sihine , byl jednoznačným favoritem mezi 30 startujícími z 15 zemí Kenenisa Bekele, úřadující světový rekordman, dvojnásobný olympijský vítěz a trojnásobný mistr světa z uplynulých šesti let. O další medaile se očekával souboj mezi zástupci Keni, Etiopie a Eritreje a tyto předpoklady se plně potvrdily.
Závod byl dobře rozeběhnut od samého počátku, neboť soupeři se snažili dostat Bekeleho pod tlak. Tempo se zprvu pokoušel nasadit Zersenay Tadese z Eritrey, po něm záhy převzal vedoucí úlohu Katařan Nicholas Kemboi , který odtáhl většinu z úvodních pěti kilometrů. V polovině závodu už měli v popředí drobícího se startovního pole jasnou převahu Afričané. Od šestého kilometru se vedení nadlouho ujal Zersenay Tadese a pod jeho tlakem se vedoucí skupinka zmenšila na čtyři běžce. Na sedmém kilometru tak s Tadesem drželi krok už jen Masai , Bekele a Kogo. V závěru osmého kilometru začal odpadat Kogo a v náběhu do devátého kilometru se Tadese pokusil dalším zvýšením tempa Bekeleho setřást. V první chvíli Etiopan nástup neakceptoval, ale během půl kola s Eritrejcem znovu lehce srovnal krok. Čtyři okruhy před cílem odpadl z boje o zlato Masai a stadion tak mohl sledovat hru Tadeseho s Bekelem o vítězství - Tadese na první pozici udával rychlost, Bekele zůstával zavěšen za jeho zády. Zlom přišel při zvonění do závěrečného kola, kdy Bekele vyrazil před Tadeseho a 380 metrů před cílem bylo zřejmé, že Eritrejec na jeho útok už odpovědět nemůže. Bekele se svým typickým stupňovaným finišem Tadesemu hladce vzdálil a doběhl si v novém rekordu šampionátu pro čtvrtý titul mistra světa v řadě. Z bronzu se dva dny po vítězství své sestry Linet Masaiové na stejné trati žen mohl radovat Moses Masai.

## Výsledky
| *                | Sportovec              | Čas          |
| ---------------- | ---------------------- | ------------ |
| Zlatá medaile    | Kenenisa Bekele        | 26:46,31 min |
| Stříbrná medaile | Zersenay Tadese        | 26:50,12 min |
| Bronzová medaile | Moses Ndiema Masai     | 26:57,39 min |
| 4                | Imane Merga            | 27:15,94 min |
| 5                | Bernard Kiprop Kipyego | 27:18,47 min |
| 6                | Dathan Ritzenhein      | 27:22,17 min |
| 7                | Micah Kipkemboi Kogo   | 27:26,33 min |
| 8                | Galen Rupp             | 27:37,99 min |